# Svjetionik Rt Sv. Nikola
Svjetionik Rt Sv. Nikola je svjetionik na rtu na ulazu u Pučišća, na sjevernoj strani otoka Brača.
Nalazi se pored istoimene crkvice. Pripada obalnim svjetlima za orijentaciju u plovidbi unutrašnjim morem. Uz manju kamenu prizemnicu s četverostrešnim krovom je jednokatna kula svjetionika s poligonalnom bazom lanterne. Sagrađen je krajem 19. st. i značajan je u okviru industrijske arhitekture u Dalmaciji.

## Zaštita
Pod oznakom Z-1870 zavedena je kao nepokretno kulturno dobro – pojedinačno, pravna statusa zaštićena kulturnog dobra, klasificirano kao "profana graditeljska baština".